# Tomorrow (série littéraire)
Pour les articles homonymes, voir Tomorrow.

Tomorrow est une série de sept romans d'aventures pour jeunes adultes de l'écrivain Australien John Marsden parue dans les années 1990.
En France, la série est d'abord éditée dans la collection Jeunes adultes de J'ai lu en 2000 sous le titre Apocalypse, puis chaque tome est réédité sous le nom de Tomorrow par Hachette Jeunesse dans la collection Black Moon.

## Résumé
En rentrant d'une randonnée dans le bush australien, un groupe d'amis s'aperçoit que leur pays a subi l'invasion d'une puissance étrangère...

## Romans
1. Apocalypse, J'ai lu, coll. Jeunes adultes, 2000 ((en) Tomorrow, When the War Began, 1993)Réédité aux éditions Hachette Jeunesse dans la collection Black Moon en 2012
2. Opération survie, J'ai lu, coll. Jeunes adultes, 2000 ((en) The Dead of the Night, 1994)Réédité aux éditions Hachette Jeunesse dans la collection Black Moon en 2012
3. Le Dernier Sacrifice, J'ai lu, coll. Jeunes adultes, 2000 ((en) The Third Day, The Frost, 1995)Réédité aux éditions Hachette Jeunesse dans la collection Black Moon en 2012
4. Aller simple vers l'enfer, J'ai lu, coll. Jeunes adultes, 2000 ((en) Darkness, Be My Friend, 1996)
5. Attention danger !, J'ai lu, coll. Jeunes adultes, 2000 ((en) Burning for Revenge, 1997)
6. Chasse nocturne, J'ai lu, coll. Jeunes adultes, 2000 ((en) The Night is for Hunting, 1998)
7. (en) The Other Side of Dawn, 1999

### The Ellie Chronicles
Cette série de trois livres détaille la vie d'Ellie après la guerre.
1. (en) While I Live, 2003
2. (en) Incurable, 2005
3. (en) Circle of Flight, 2006

## Personnages
- Ellie Linton
- Corrie Mackenzie
- Homer Yannos
- Fiona Maxwell
- Lee
- Robyn Mathers
- Kevin Holmes
- Chris Lang

## Adaptation cinématographique
Le premier livre a été porté à l'écran en 2010 dans Demain, quand la guerre a commencé de Stuart Beattie.

## Série télévisée
Une série en six épisodes sort en 2016.